# Chāh Qāẕī
Chāh Qāẕī (persiska: چاه قاسی, Chāh Qāsemī, Chāh Qāsī, چاه قاضی) är en ort i Iran.   Den ligger i provinsen Lorestan, i den västra delen av landet, 500 km sydväst om huvudstaden Teheran. Chāh Qāẕī ligger 1 157 meter över havet och antalet invånare är 186.
Terrängen runt Chāh Qāẕī är kuperad åt sydost, men åt nordväst är den bergig. Terrängen runt Chāh Qāẕī sluttar västerut.Runt Chāh Qāẕī är det ganska glesbefolkat, med 43 invånare per kvadratkilometer. Närmaste större samhälle är Lūmār, 11,6 km väster om Chāh Qāẕī. Omgivningarna runt Chāh Qāẕī är i huvudsak ett öppet busklandskap.